# Васильево (Тамбовская область)
Васильево — деревня в Пичаевском районе Тамбовской области России. 
Входит в Покрово-Васильевский сельсовет.

## География
Расположена на реке Кашма, в 3 км к юго-востоку от райцентра, села Пичаево, и в 75 км к северо-востоку от Тамбова.
Вблизи к юго-востоку находится село Покрово-Васильево.
В деревне находится старообрядческая церковь Покрова Пресвятой Богородицы.

## Население
| 2002 | 2010 |
| ---- | ---- |
| 472  | ↘443 |

Согласно результатам переписи 2002 года, в национальной структуре населения русские составляли 97 % от жителей.